# نيهالي
نهالي، (بالإنجليزية: Nahali)‏ هي لغة المحتضرة يتحدث بها في غرب وسط الهند (في ماديا براديش وماهاراشترا)، مع ما يقرب من 2000 شخص في عام 1991 من أصل 5000 من السكان العرقية. تقع منطقة نيهالي القبلية جنوب نهر تابتي، حول قرية تيمبي في منطقة نيمار (برهانبور) في ماديا براديش. والمتحدثون بلغة النيهالي موجودون أيضاً في عدة قرى.